# Rostlinná buňka

Rostlinná buňka (schéma)

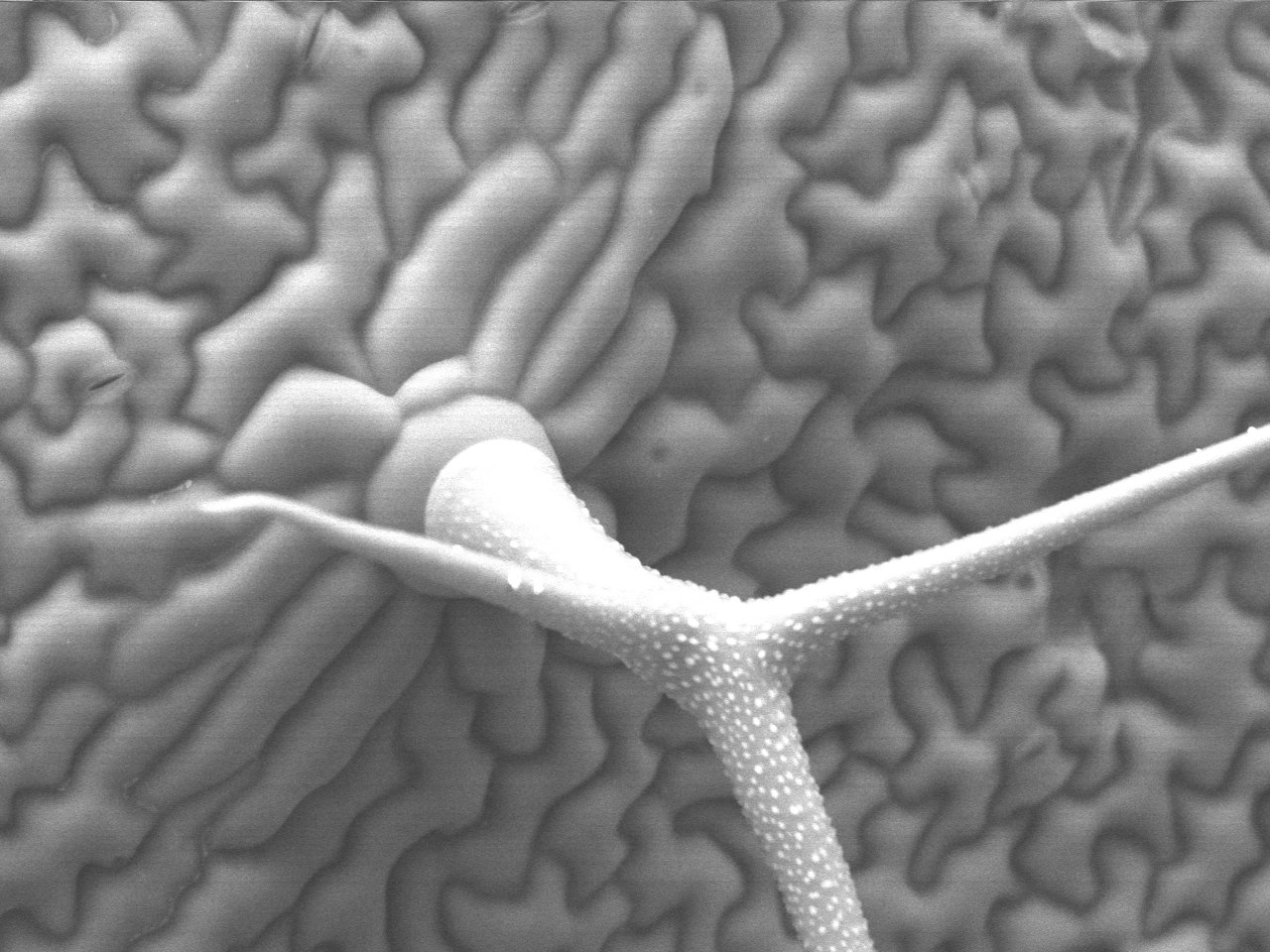
Huseníček rolní (A. thaliana) - na povrchu pokožky vyrůstá trichom

Buňky rostlin (Archaeplastida, tedy rostliny v širším slova smyslu) se řadí mezi poměrně typické eukaryotické buňky, ale mají i mnoho vlastních charakteristických rysů.

## Typická stavba
Rostlinná buňka se vyznačuje těmito charakteristickými rysy:
- Velká centrální vakuola, obsahující různé organické i anorganické látky a obklopená membránou zvanou tonoplast.[1][2];
- Buněčná stěna složená z celulózy a hemicelulózy, pektinu a mnohdy i ligninu, produkovaná protoplastem na vnější stranu cytoplazmatické membrány;
- Mezibuněčné spoje známé jako plazmodezmata[3], otvory v primární buněčné stěně, skrz něž prochází cytoplazmatická membrána a provazce endoplazmatického retikula[4];
- Plastidy vzniklé primární endosymbiózou, u některých druhů ztraceny či redukovány.[5] Patří k nim především chloroplasty, obsahující chlorofyl a biochemické systémy sloužící k fotosyntéze, u mnohých rostlin však také amyloplasty obsahující škrob, elaioplasty obsahující tuky a chromoplasty bohaté na různé barevní pigmenty bez fotosyntetické funkce. Plastidy mají vlastní genom (tzv. pDNA) obsahující obvykle kolem 100-120 genů.[6] Vznikly endosymbiotickou událostí (viz článek eukaryogeneze).[7]
- Cytokineze (závěrečná fáze buněčného dělení) začíná u vyšších rostlin, parožnatek (Charophyceae) a trentepohlií (Trentepohliales) vznikem fragmoplastu;[8][9]

- Mitochondrie s plochými kristami;[5]
- Zásobní látkou je škrob;[5][10]

## Velikost buněk
Rostlinné buňky drží rekordy ve velikosti v rámci celé domény eukaryota. Nejmenší eukaryotické buňky má zelená řasa Ostreococcus tauri, a to přibližně jeden μm, tzn. menší než např. buňka bakterie Escherichia coli. Naopak velmi velkých rozměrů (až jeden metr) dosahuje jednobuněčná zelená řasa rodu Caulerpa.

## Evoluce rostlinné buňky
Důležitým milníkem při vzniku rostlinné buňky bylo pohlcení sinicového endosymbionta před asi 1,5 miliardami lety. Tento symbiont se posléze změnil na organelu, kterou dnes nazýváme primární plastid. Ostatní plastidy eukaryot jsou od těchto rostlinných plastidů pouze odvozené procesem sekundární endosymbiózy (vyjma cyanel prvoků rodu Paulinella získaných nezávislou, mnohem mladší primární endosymbiózou z jiné linie sinic).

## Specializace rostlinných buněk

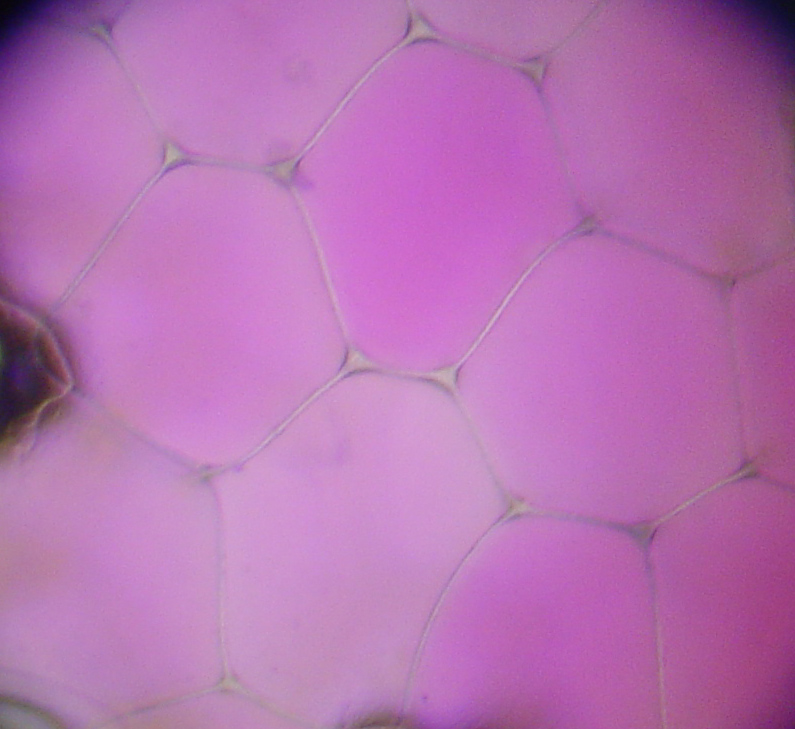
Krycí pletivo rostliny Rheo discolor s obarveným obsahem buněčných vakuol

U mnohobuněčných rostlin dochází k určité tvarové a funkční specializaci rostlinných buněk. Už zelená řasa rodu Volvox tvoří kulovité stélky, v nichž jsou buňky spojeny navzájem otvory v cytoplazmatické membráně a některé buňky se v nich již specializují na pohlavní rozmnožování. U zelených rostlin tento trend kulminuje. Zejména u rostlin vyšších vznikají specializovaná pletiva. Ta se zejména podle tvaru a tloušťky jejich buněčné stěny dělí na parenchym, kolenchym a sklerenchym, podle funkce na pletiva dělivá (obsahují buňky schopné intenzívního dělení), krycí, vodivá a základní.